# Сарр, Пап
Пап Сарр (фр. Pape Sarr; род. 7 декабря 1977, Дакар) — сенегальский футболист. Играл на позиции полузащитника за французские клубы «Сент-Этьен», «Ланс», «Истр», «Брест», «ФК Париж», «Валанс», «Олимпик» из Нуази-ле-Сека и испанский «Алавес».

## Клубная карьера
Пап Сарр — воспитанник футбольной школы клуба «Сент-Этьен». Взрослую футбольную карьеру он начал в 1996 году в основной команде того же клуба, за который провёл 5 сезонов, приняв участие в 146 матчах чемпионата. В большинство матчей, проведённых в составе «Сент-Этьена», Сарр был основным игроком команды. В 2001 году Сарр переходит в «Ланс», за который провёл следующие 4 сезона своей игровой карьеры. В течение этого периода Пап некоторое время играл на условиях аренды за испанский «Алавес» и французский «Истр». Впоследствии с 2006 по 2010 год играл в командах «Брест», «ФК Париж» и «Валанс».
Сарр завершил профессиональную карьеру игрока в любительском клубе «Олимпик» из Нуази-ле-Сека.

## Международная карьера
Пап Сарр попал в состав сборной Сенегала на Чемпионате мира 2002 года. Из 5-и матчей Сенегала на турнире Сарр появился на поле лишь в одном: во второй игре группового турнира против сборной Дании. В игре с датчанами Сарр вышел в стартовом составе и был заменён в перерыве на нападающего.